# 路窝站
路窝站是徐州地铁1号线的地铁站，位于中华人民共和国江苏省徐州市铜山区泉润大道与望桥线交叉口东侧，为1号线西端终点站，亦是徐州地铁系统中目前最西端的车站，于2019年9月28日开通。

## 车站结构
路窝站平行于泉润大道路南侧东西设置，为地上三层侧式站台车站，车站长130.9米，标准段宽24.1米，车站地面为站厅层，地上二层为站台层，地上三层为预留站厅层，站台设置半高站台门。车站东侧设有交叉渡线，供列车站前折返，车站日常仅使用南侧站台。
| 地上三层          | 未启用站厅   | |
| 地上二层          | 站台         | \| 側式 \| \| \| \| \| \| █ 1号线备用存车线 \| \| \| \| █ 1号线往徐州东站（杏山子） \| \| 側式 · 開右邊车门 \| \| \| |
| 地面              | 出入口及站厅 | 1、3出入口、客服中心、自动售票机、验票机                                                                             |
| 側式              |              | |
|                   |              | █ 1号线备用存车线 |
|                   |              | █ 1号线往徐州东站（杏山子）                                                                                          |
| 側式 · 開右邊车门 |              | |

## 车站出口
路窝站目前开放2个出入口，由于车站站厅层中部不连通，1号口仅连通西侧站厅，3号口仅连通东侧站厅，各出口及周围设施如下所示：
| 出口编号            | 照片 | 出口指示         | 建议前往的目的地     |
| ------------------- | ---- | ---------------- | -------------------- |
| 1 · 出口 · （设有） |      | 泉润大道（南侧） |                      |
| 3 · 出口 · （设有） |      | 泉润大道（南侧） | 徐州地铁运营有限公司 |
| 图例： 设有         |      |                  |                      |

## 接驳交通

### 公交车
- 路窝地铁站：4路、Z916路

## 车站历史
车站建设时期工程名为路窝村站，开通前确定以路窝站作为车站正式名称。
- 2017年11月20日，车站主体结构封顶[2]。
- 2019年9月28日，车站随1号线一期通车开通[1]。